# Agrupación de Montaña n.º 7

Emblema de las Tropas de Montaña del Ejército de Tierra Español.

La Agrupación de Montaña n.º 7 del Ejército de Tierra de España, con una composición de tres batallones, se creó en diciembre de 1943, como parte de la reestructuración de las tropas de montaña, y para reforzar la defensa de la frontera franco-española ante una posible invasión.

## Historia
Tras la Guerra Civil Española se diseña la creación de cuatro Agrupaciones de Montaña con tres Batallones de Montaña cada una, para encuadrarse en las Divisiones 42 (1.ª y 2.ª agrupaciones), 43 (3.ª agrupación) y 52 (4.ª agrupación).
Este plan inicial se ve superado en 1943, al crearse un total de ocho Agrupaciones de Montaña que se encuadran en cuatro Divisiones de Montaña. La agrupación número 7 fue constituida por los batallones del Regimiento de Infantería de Montaña n.º 16:
- Batallón de Cazadores de Montaña "América" n.º 19
- Batallón de Cazadores de Montaña "Montejurra" n.º 20
- Batallón de Cazadores de Montaña "Estella" n.º 21